# Witches of East End
Witches of East End ou Les Sorcières de North Hampton au Québec, est une série télévisée américaine en 23 épisodes de 42 minutes développée par Maggie Friedman (en) d'après le roman Les Sorcières de North Hampton de Melissa de la Cruz, diffusée entre le 6 octobre 2013 et le 5 octobre 2014 sur la chaîne Lifetime.
En France, la série a été diffusée du 6 mai 2014 au 7 avril 2015 sur 6ter et dès le 31 août 2015 sur M6. Au Québec, depuis le 26 août 2014 sur Ztélé ; en Suisse depuis le 8 décembre 2014 sur RTS Un ; et en Belgique, depuis le 28 mars 2015 sur RTL-TVI.

## Synopsis
La famille Beauchamp est composée de quatre femmes : la redoutable matriarche, Joanna, ses deux filles, Ingrid, le rat de bibliothèque et Freya, barmaid, et pour finir la sœur de Joanna, Wendy. Freya, fiancée à Dash, rêve nuit après nuit d'un inconnu et de sa relation passionnelle. Elle découvre le jour de l'annonce de leurs fiançailles que ce bel inconnu est Killian, le frère de Dash avec lequel il est en froid. Freya découvre que Killian rêve aussi d'elle et qu'il est passionnément amoureux d'elle.
Après une fête, Joanna est accusée de meurtre. Le retour de sa sœur, auparavant en exil, permet à Joanna d'apprendre qu'un ancien ennemi a décidé de la détruire elle et ses deux filles. Wendy convainc sa sœur d'annoncer aux filles leur vraie nature magique : ce sont de puissantes sorcières immortelles et une malédiction pèse sur la famille.
En plus de leurs pouvoirs magiques basiques, tels que la psychokinèse ou la pyrokinésie entre autres, Freya et Ingrid sont chacune douée pour un domaine : Freya tire ses pouvoirs de son cœur et est extrêmement douée pour les potions et philtres en tout genre tandis qu'Ingrid tire ses pouvoirs de son intellect et serait douée pour les sortilèges. Quant à Wendy, la sœur de Joanna, elle est capable de se transformer en chat.
Tout en tentant de protéger la vie de ses filles, Joanna, avec l'aide de sa sœur, essaie de découvrir qui est ce puissant ennemi qui en a après elles.

## Distribution

### Acteurs principaux
- Julia Ormond (VF : Caroline Beaune (saison 1), Juliette Degenne (saison 2)) : Joanna Beauchamp
- Mädchen Amick (VF : Anne Rondeleux) : Wendy Beauchamp, sœur de Joanna
- Jenna Dewan (VF : Anouck Hautbois) : Freya Beauchamp, fille de Joanna
- Rachel Boston (VF : Marie Diot) : Ingrid Beauchamp, fille de Joanna
- Eric Winter (VF : Cédric Dumond) : Dash Gardiner, fiancé de Freya
- Daniel DiTomasso (VF : Anatole de Bodinat) : Killian Gardiner, frère de Dash
- Christian Cooke (VF : Juan Llorca) : Frederick Beauchamp, fils de Joanna (saison 2)

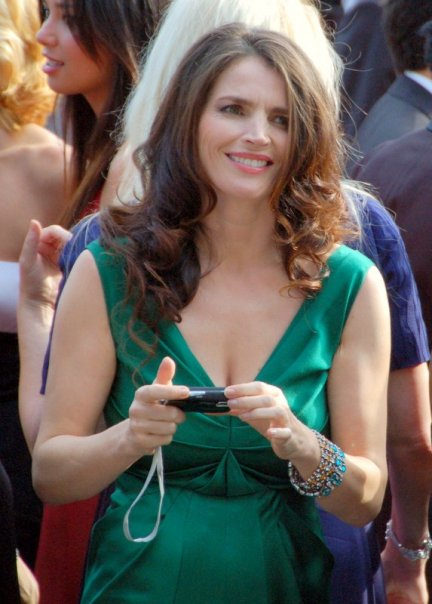
Julia Ormond dans le rôle de Joanna Beauchamp
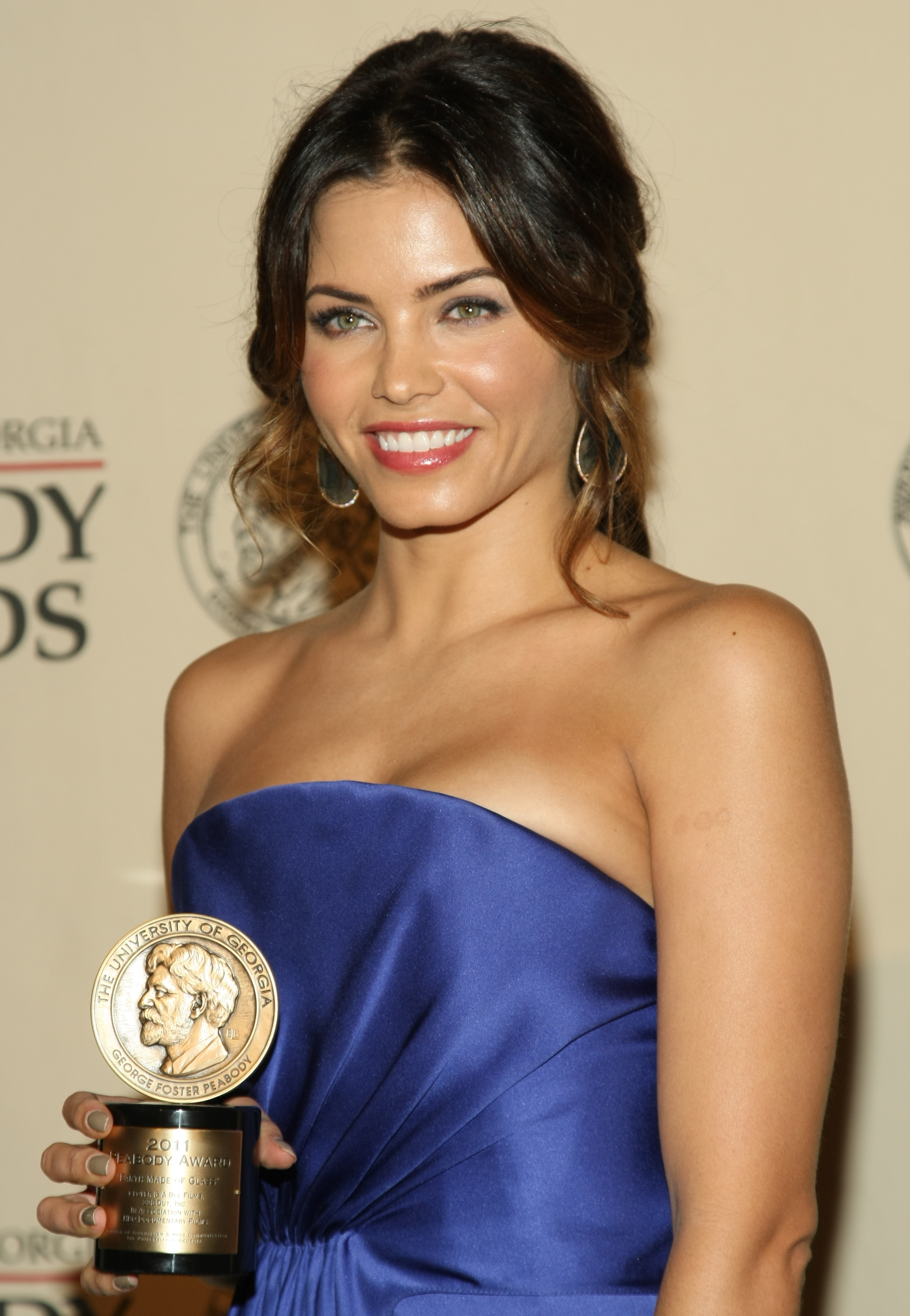
Jenna Dewan dans le rôle de Freya Beauchamp
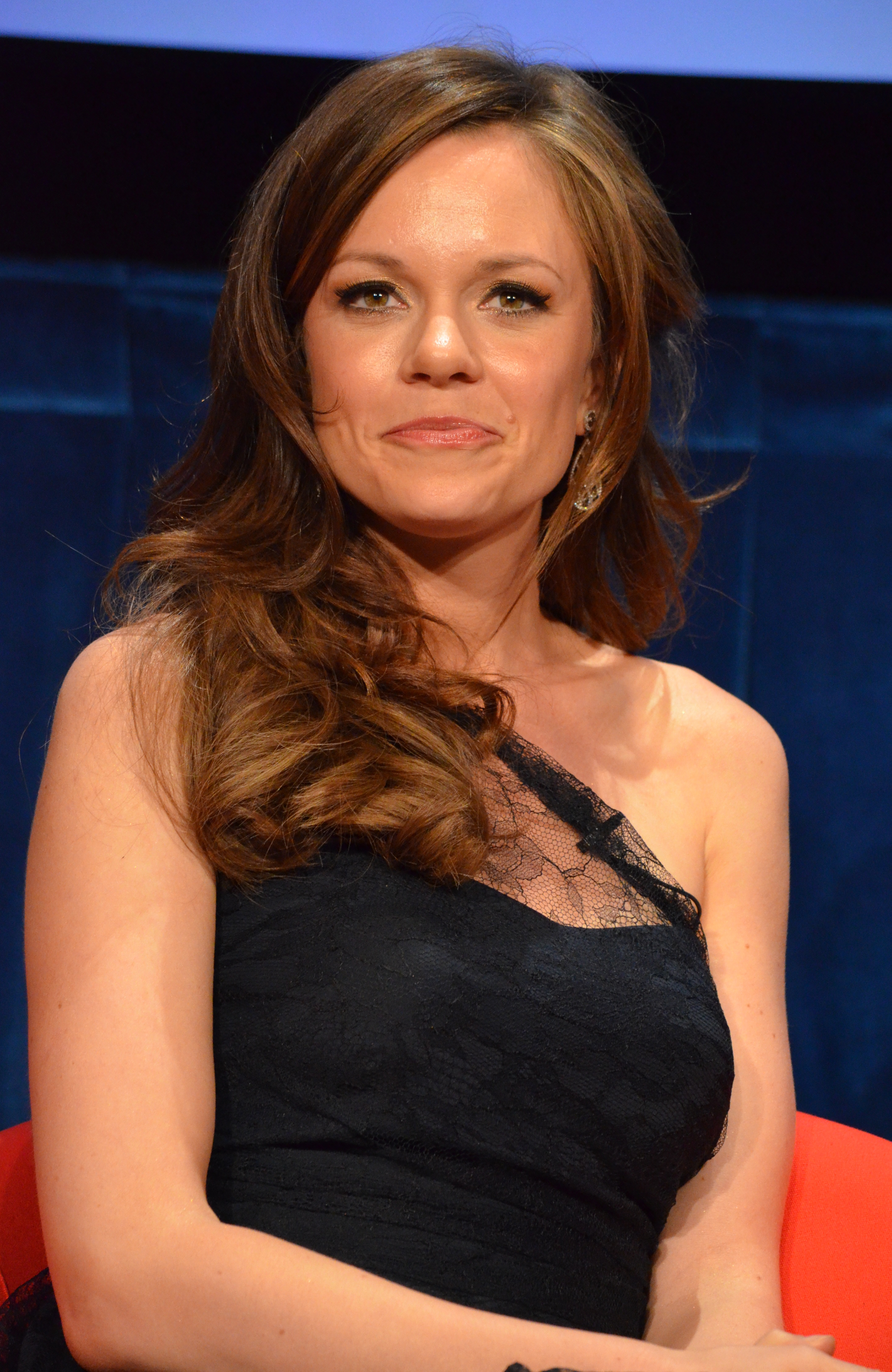
Rachel Boston dans le rôle de Ingrid Beauchamp
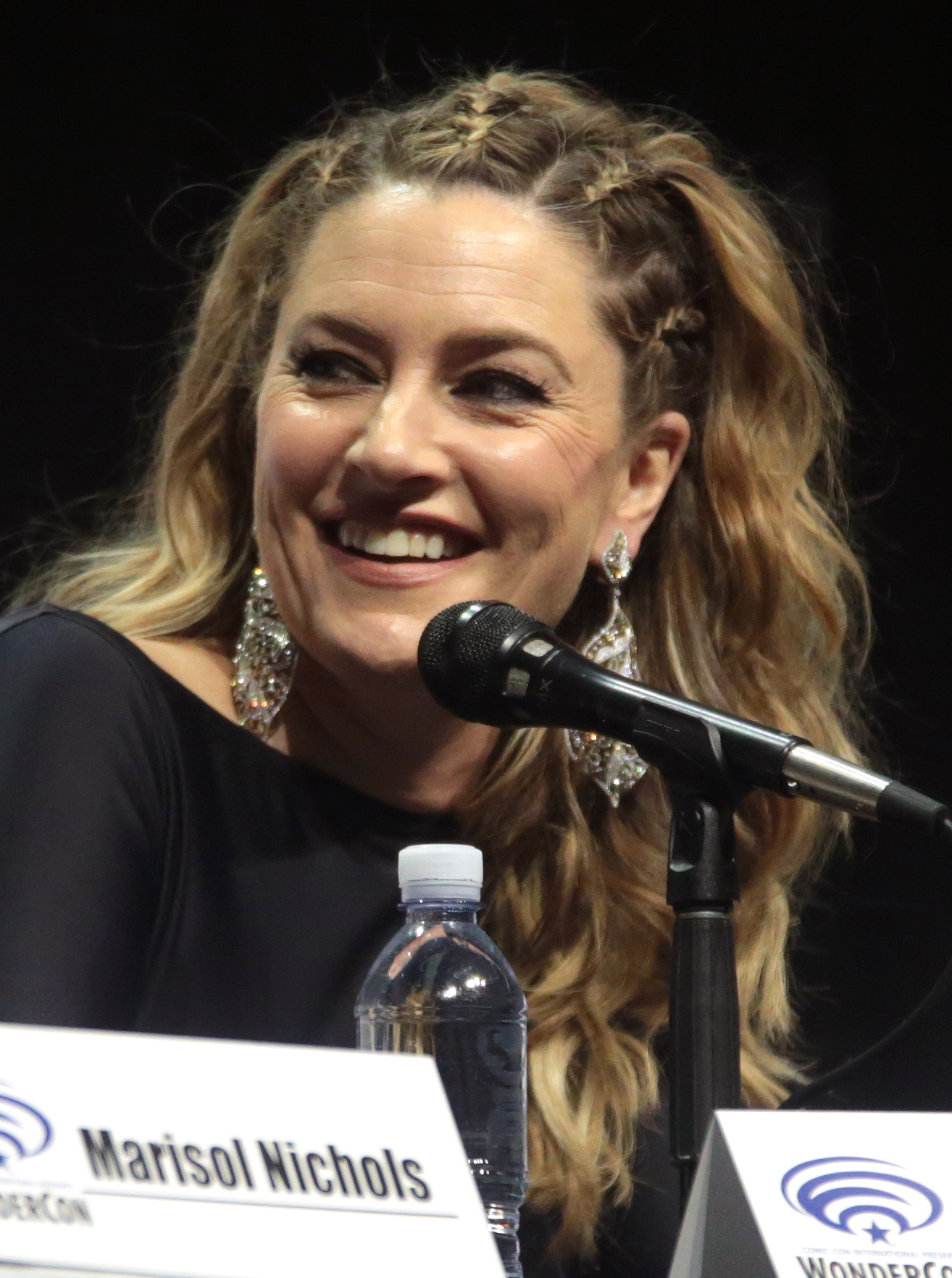
Mädchen Amick dans le rôle de Wendy Beauchamp
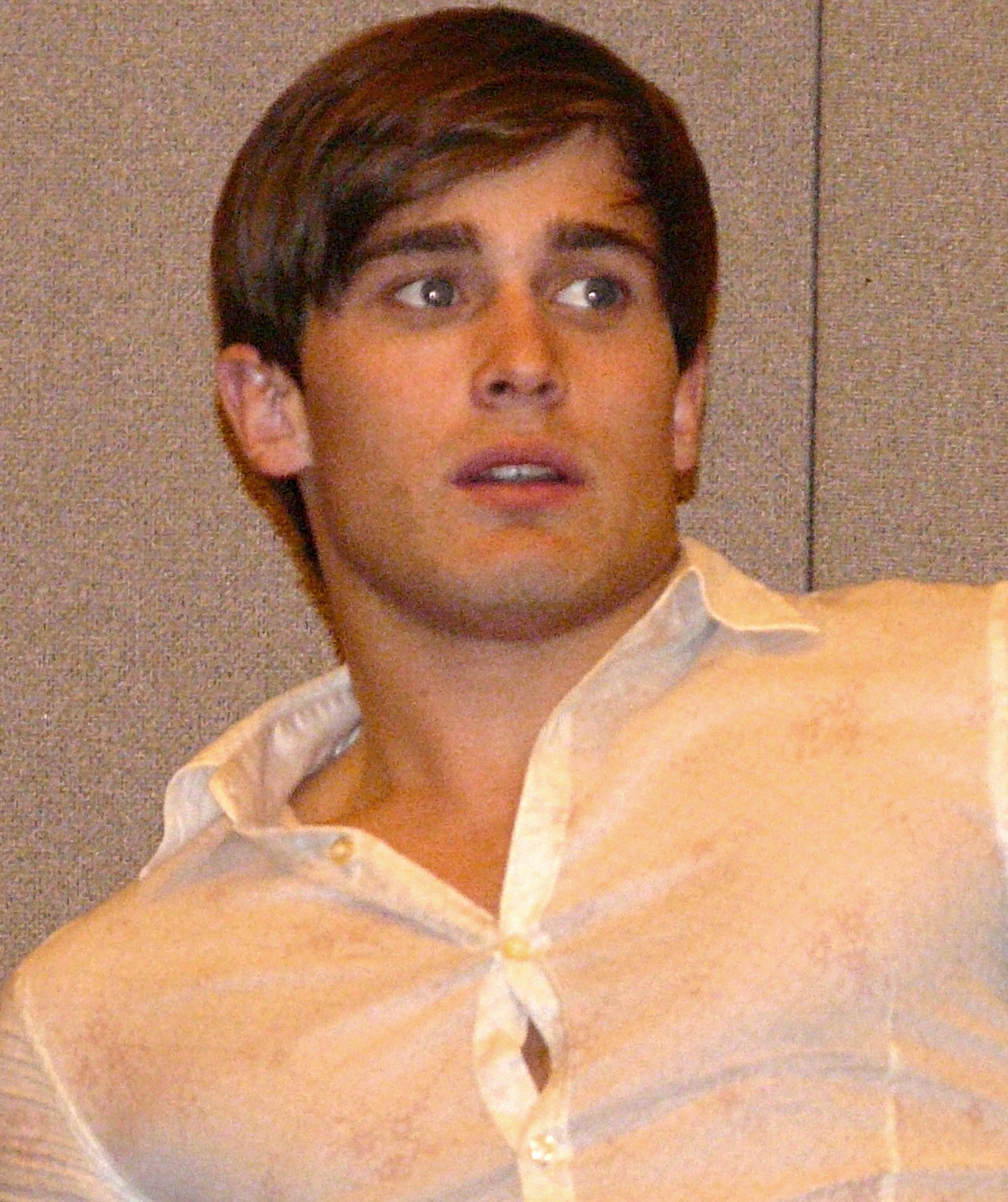
Christian Cooke dans le rôle de Frederick Beauchamp

### Acteurs secondaires
- Virginia Madsen (VF : Martine Irzenski) : Penelope Gardiner / Athéna Browing (saison 1)
- Gillian Barber (VF : Marie-Martine) : Maura Thatcher (saison 1, épisodes 1, 4 et 5)
- Tom Lenk (VF : Jean-Marco Montalto) : Hudson Rafferty (saison 1, épisodes 1, 4 et 7 ; saison 2, épisodes 1 et 6)
- Jason George (VF : Denis Laustriat) : Adam Noble (saison 1, épisodes 1 à 5)
- Kellee Stewart (en) (VF : Alexandra Garijo) : Barbara, collègue et amie d'Ingrid (saison 1, épisodes 1, 4 et 8)
- Anthony Lemke (VF : Éric Aubrahn) : Harrison Welles (saison 1, épisodes 2, 4 et 5)
- Tiya Sircar (VF : Olivia Luccioni) : Amy Matthews (saison 1, épisodes 6 à 9)
- Enver Gjokaj (VF : Jérémy Prévost) : Mike Archer (saison 1, épisodes 7 à 10)
- Joel Gretsch (VF : Arnaud Arbessier) : Victor Beauchamp (saison 1, épisodes 9 et 10 ; saison 2, épisodes 1, 3 et 4)
- Bianca Lawson (VF : Sylvie Jacob) : Eva Gardiner (saison 2)
- Ignacio Serricchio (VF : Sylvain Agaësse) : Tommy Cole (saison 2)
- Shaun Smyth (VF : Jean-Marc Charrier) : Dr Frank Foster (saison 2, épisodes 1 à 3)
- Anthony Konechny : le Mandragore (saison 2, épisodes 1 et 4 à 6)
- Steven Berkoff (VF : Michel Ruhl) : Roi Nikolaus (saison 2, épisodes 3 et 10 à 13)
- Michelle Hurd (VF : Élisabeth Fargeot) : Alex (saison 2, épisodes 5 et 6)
- James Marsters (VF : Serge Faliu) : Mason Tarkoff (saison 2)
- Anna Van Hooft : Caroline (saison 2, épisodes 7 à 9)
- Sarah Lancaster (VF : Caroline Lallau) : Raven Moreau (saison 2, épisodes 10 à 13)
- Zak Santiago (VF : Fabien Jacquelin) : Mathias (saison 2, épisodes 10 à 12)

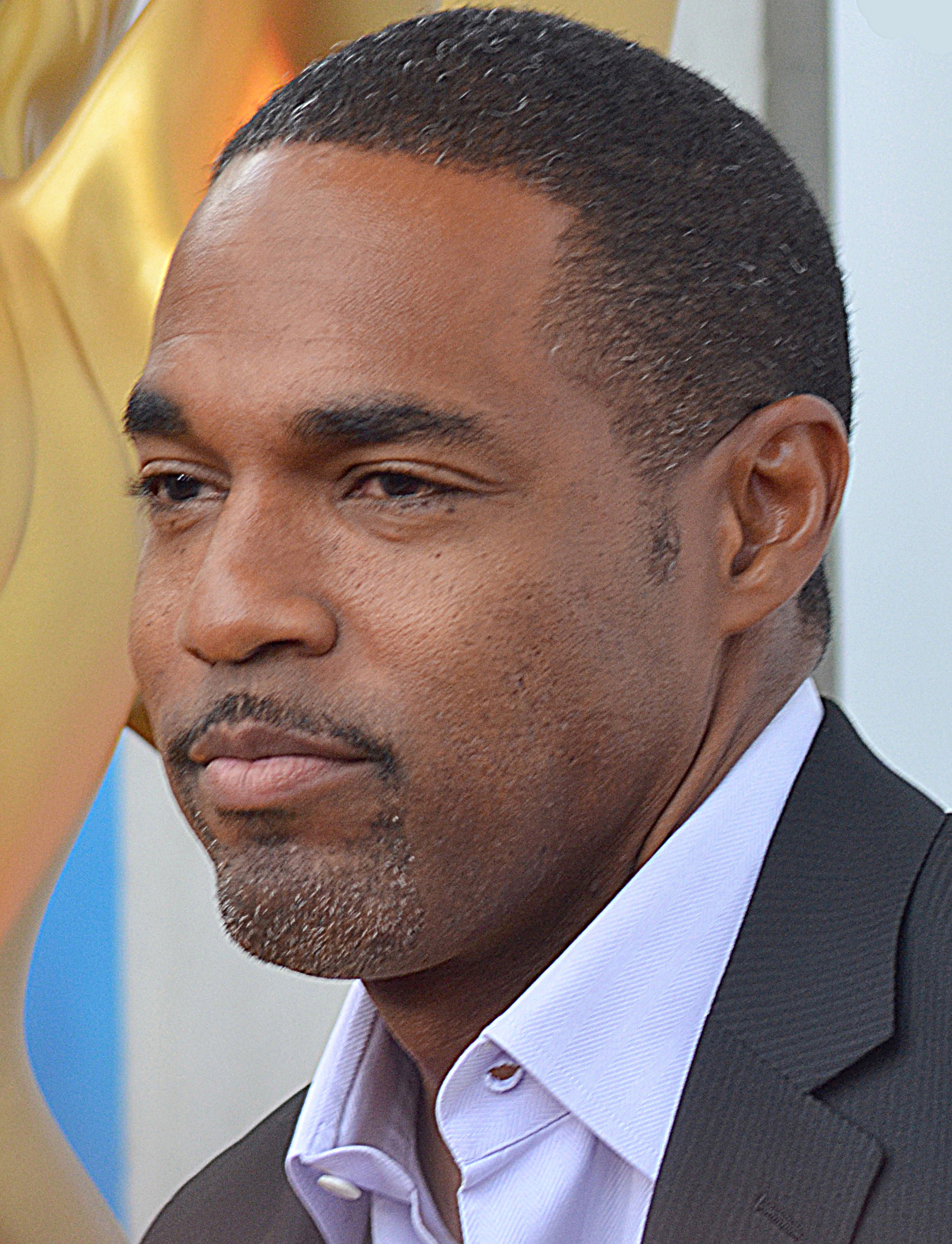
Jason George interprète Adam Noble
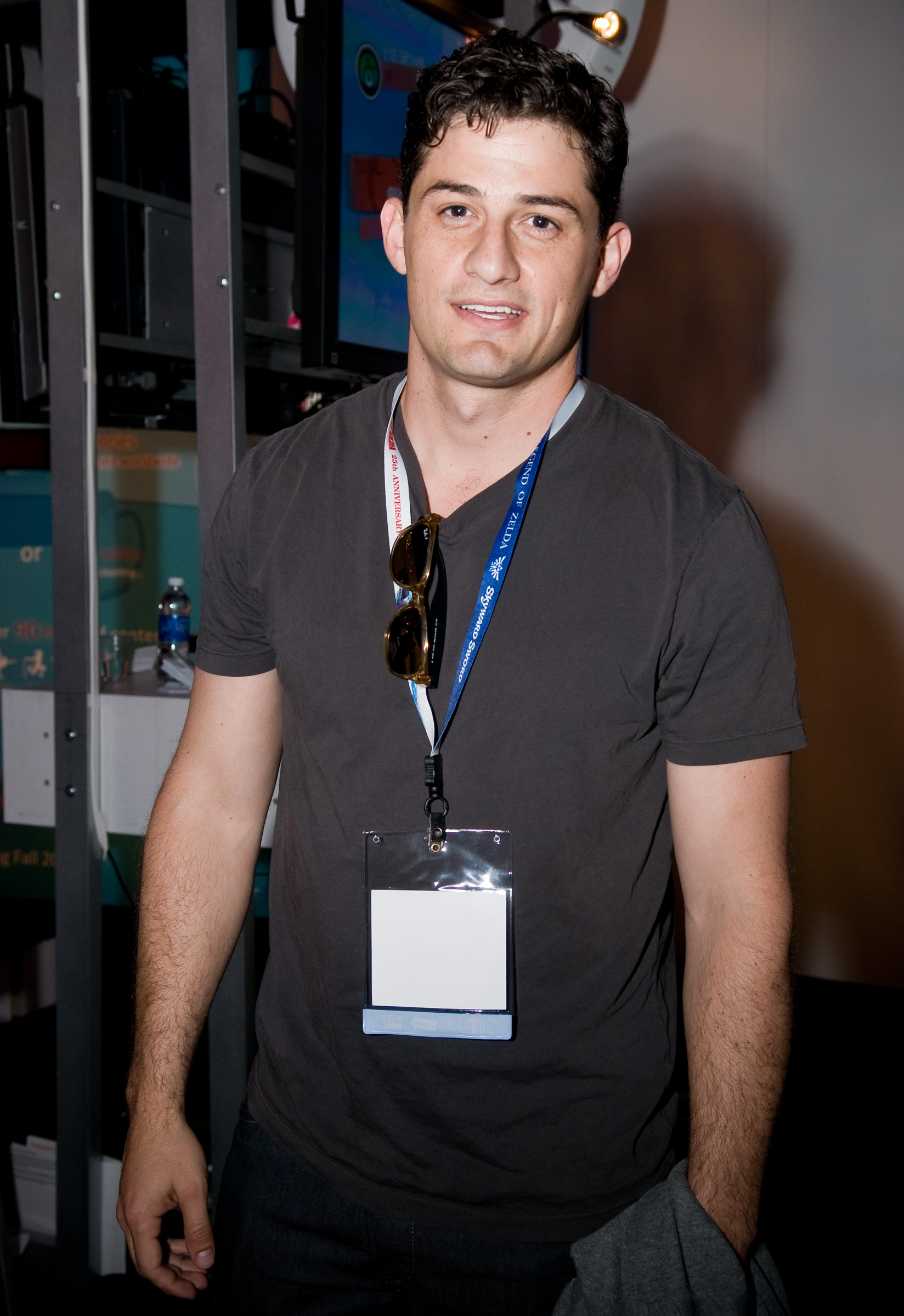
Enver Gjokaj interprète Mike
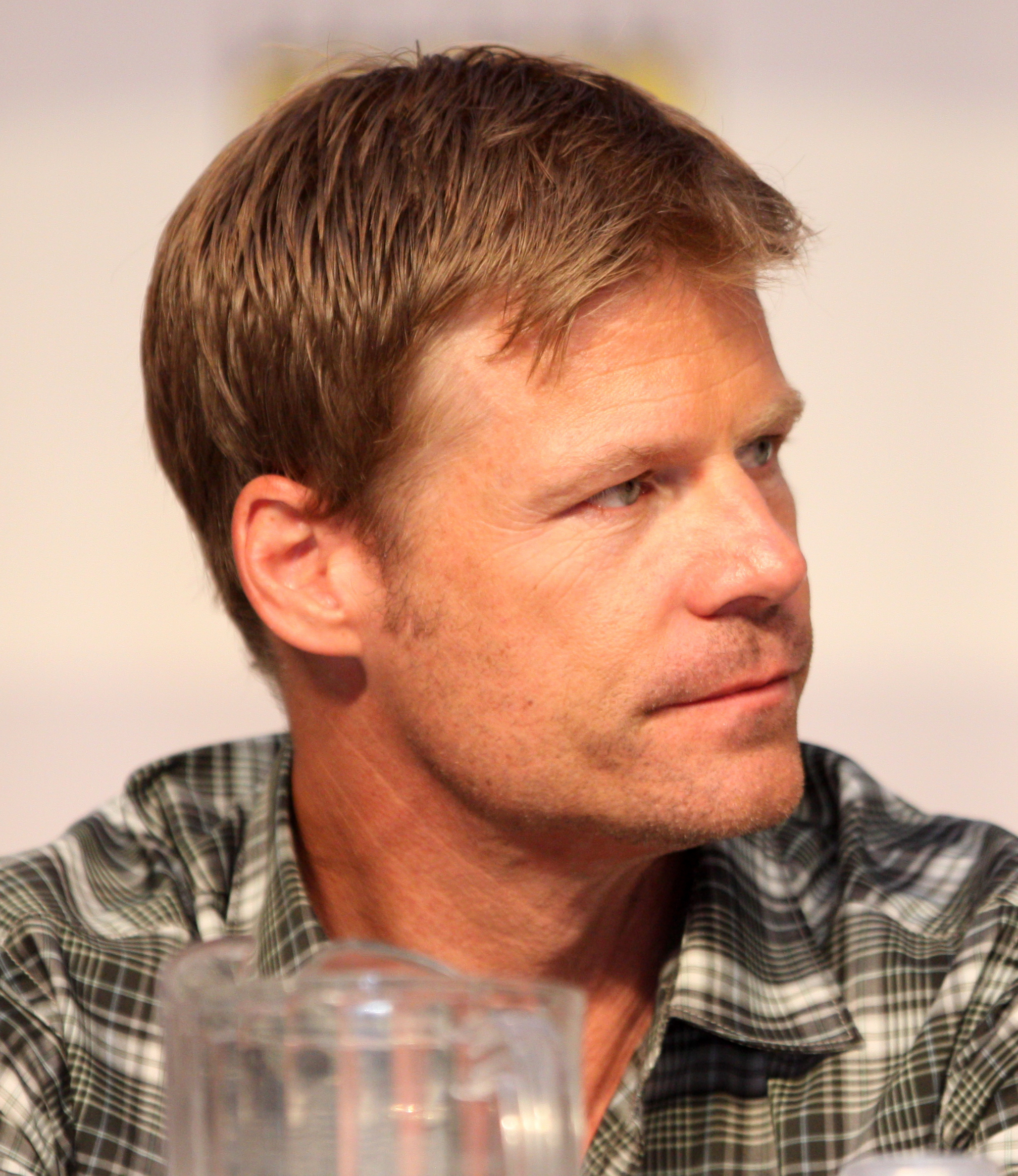
Joel Gretsch interprète Victor Beauchamp
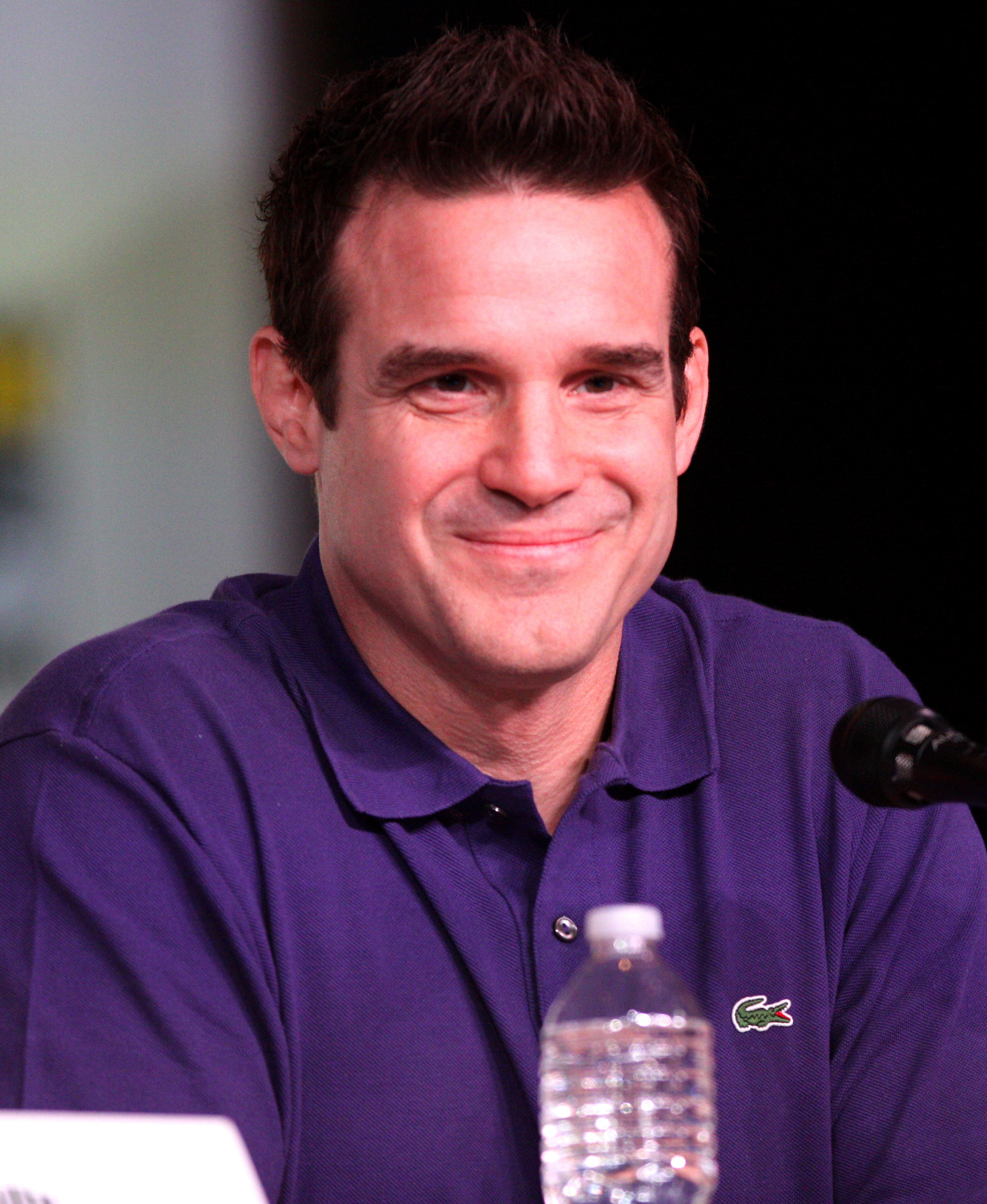
Eddie McClintock interprète Ronan
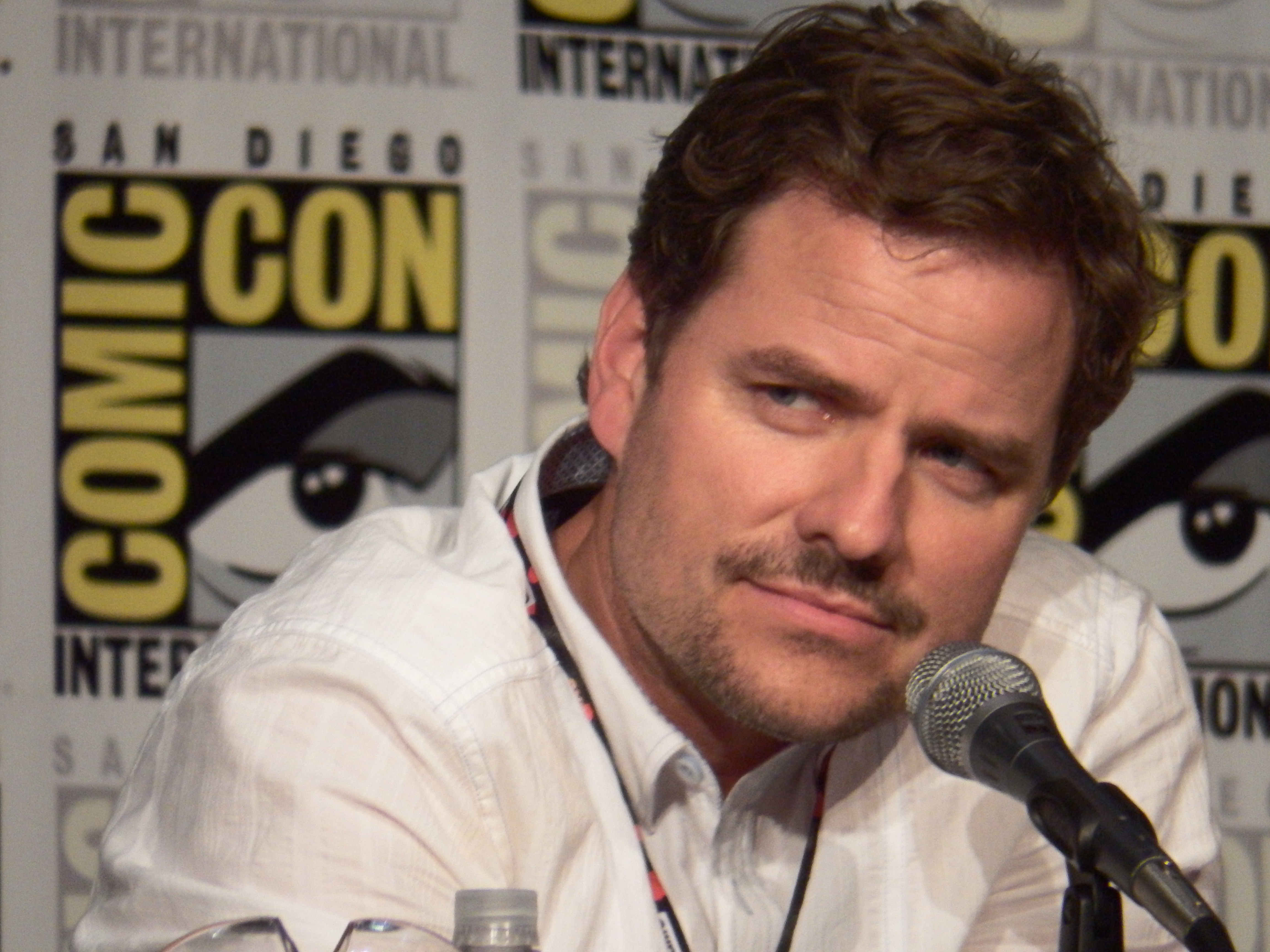
Anthony Lemke interprète Harrison Welles
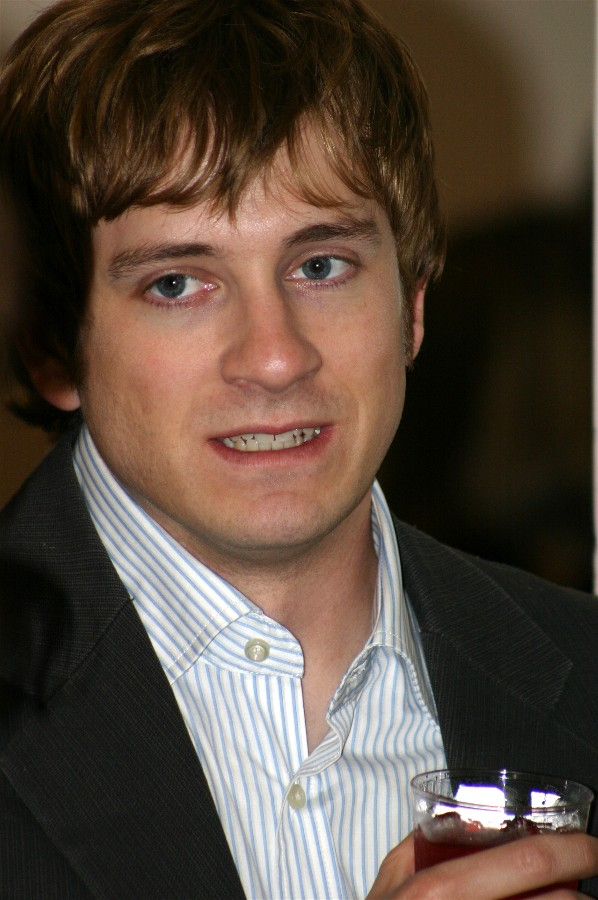
Tom Lenk interprète Hudson Rafferty
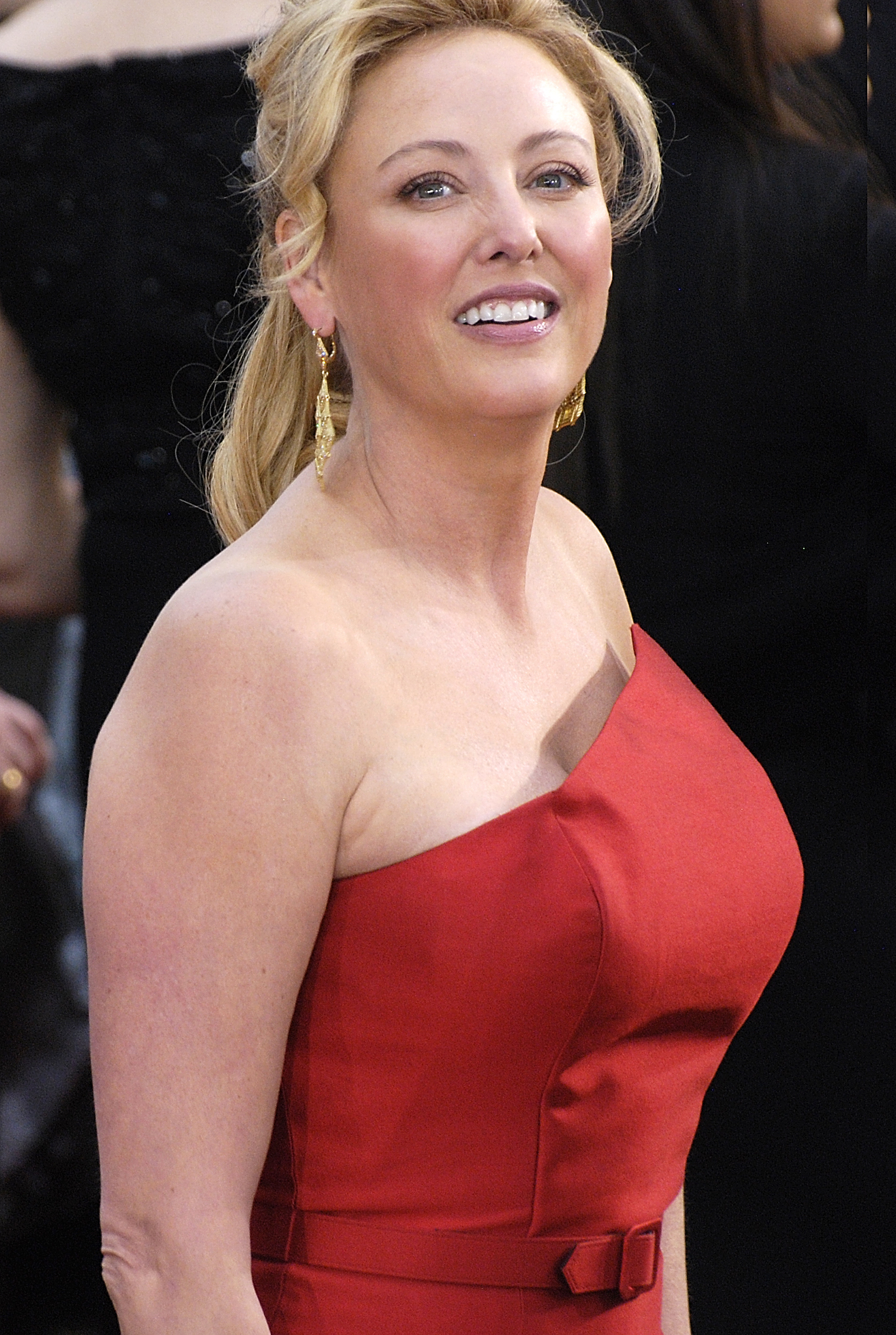
Virginia Madsen interprète Penelope Gardiner / Athéna Browing
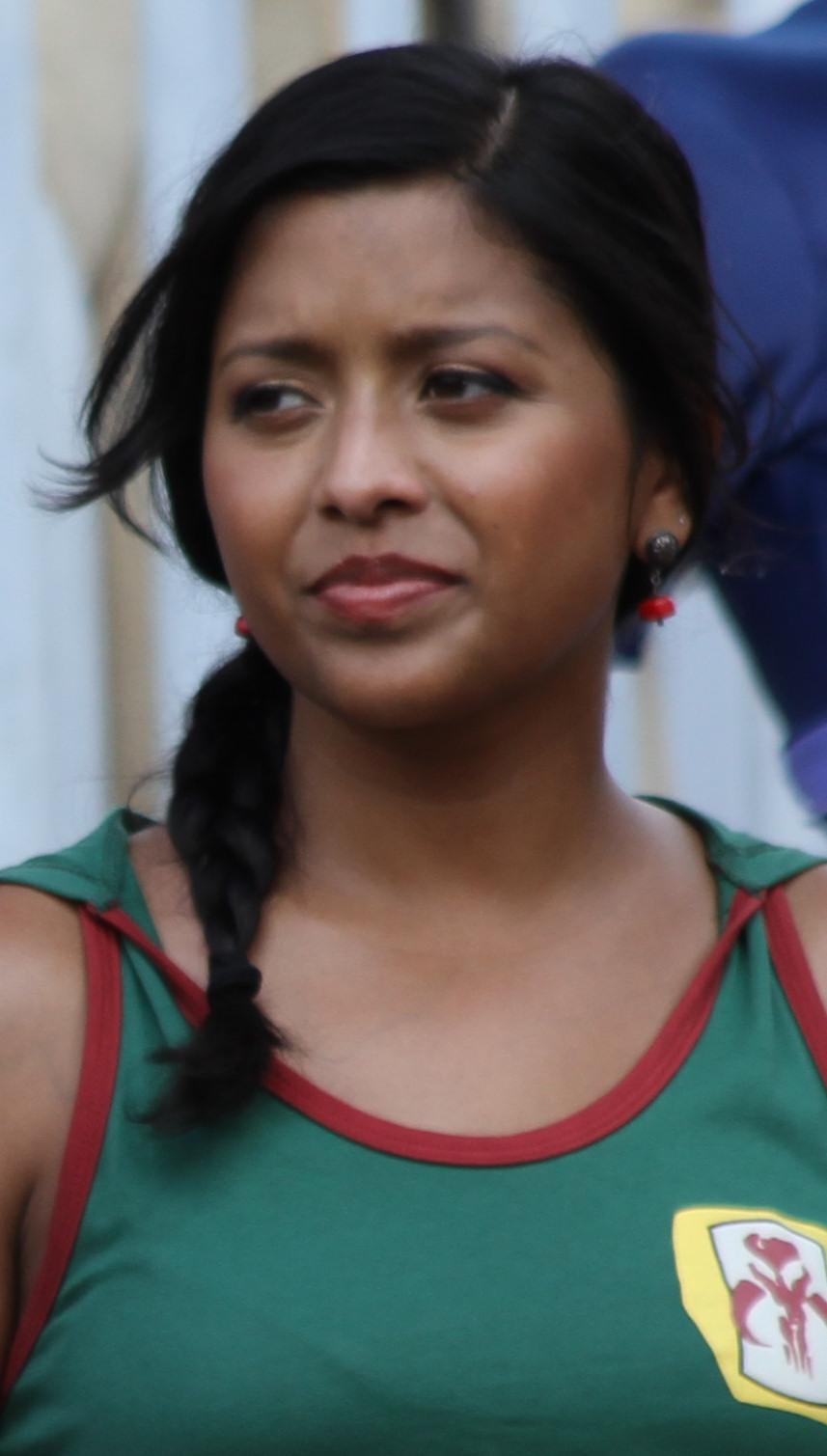
Tiya Sircar interprète Amy Matthews

### Acteurs invités
- Michael St. John Smith (VF : Bernard Demory) : Bill Thatcher
- Neil Hopkins (VF : Stéphane Miquel) : Doug, ancien amant de Freya (saison 1, épisodes 1 et 2)
- Matt Frewer (VF : Jean-Luc Kayser) : Vidar (saison 1, épisodes 3 et 4)
- Freddie Prinze Jr. (VF : Pierre Tessier) : Leo Wingate (saison 1, épisodes 4 et 7)
- Kaitlin Doubleday (VF : Noémie Orphelin) : Elyse, l'ex-fiancée de Dash (saison 1, épisode 5)
- Matthew Del Negro (VF : Serge Faliu) : Archibald Browning (saison 1, épisode 6)
- Rachel Nichols (VF : Ana Piévic) : Isis (saison 2, épisode 4)
- Callard Harris : Ivar Zurka (saison 2, épisode 4)
- Eddie McClintock (VF : Bernard Bollet) : Ronan (saison 2, épisode 7)
- Renée Victor : Alma (saison 2, épisodes 8 et 9)

- Version française
  - Société de doublage : VF Productions[6]
  - Direction artistique : Yann Le Madic[6]
  - Adaptation des dialogues : Daniel Danglard, Emeline Perego, Perrine Dézulier, Garance Merley et Bili Redler[6]

Source VF : Doublage Séries Database

## Développement

### Production
La série est librement adaptée du livre, avec, comme principal changement, que Freya et Ingrid n'ont aucune connaissance de leurs pouvoirs magiques.
En juillet 2012, le pilote a été commandé, et la série a été commandée le 31 janvier 2013.
Le 22 novembre 2013, Lifetime commande une seconde saison de treize épisodes.
Le 4 novembre 2014, la série est annulée.

### Casting
Les rôles ont été attribués à l'automne 2012, dans cet ordre : Julia Ormond, Jenna Dewan, Patrick Heusinger (en) (Dash Gardiner), Rachel Boston et Daniel DiTomasso, Nicholas Gonzalez (Matthew), Mädchen Amick et Glenne Headly (Penelope) et Tom Lenk.
En juin 2013, Patrick Heusinger a quitté le projet et a été remplacé par Eric Winter, puis Virginia Madsen remplace Glenne Headly dans le rôle de Penelope.
Parmi les acteurs récurrents de la première saison : Jason Winston George, Freddie Prinze Jr., Joel Gretsch et Enver Gjokaj.
Parmi les acteurs récurrents et invités de la deuxième saison : Christian Cooke, Steven Berkoff, James Marsters et Bianca Lawson et Sarah Lancaster.

## Épisodes

### Première saison (2013)
1. Immortelles (Pilot)
2. Le Coffre magique (Marilyn Fenwick, R.I.P)
3. Sortilèges et conséquences (Today I Am a Witch)
4. Talisman, mode d'emploi (A Few Good Talismen)
5. Alchimie électrique (Electric Avenue)
6. Potentia Noctis (Potentia Noctis)
7. À la poursuite du serpent d'or (Unburied)
8. Les Portes d'Asgard (Snake Eyes)
9. Les Liens du sang (A Parching Imbued)
10. Mauvais présages (Oh, What a World!)

### Deuxième saison (2014)
Elle a été diffusée du 6 juillet au 5 octobre 2014 sur Lifetime.
1. Poison maudit (A Moveable Beast)
2. Le Retour du fils (The Son Also Rises)
3. La Marque du roi (The Old Man and The Key)
4. Apprentis sorciers (The Brothers Grimoire)
5. Les Amants maudits (Boogie Knight)
6. Le Mandragore (When a Mandragora loves a woman)
7. Clair-obscur (Art of Darkness)
8. Les Âmes sœurs (Sex, Lies, and Birthday Cake)
9. Les Scorpions de la mort (Smells Like King Spirit)
10. Une dynastie brisée (The Fall of the House of Beauchamp)
11. Souvenirs d'une vie antérieure (Poe Way Out)
12. Prisonnières du temps (Box to the Future)
13. Prise de pouvoir (For Whom The Spell Tolls)